# 自由捷客
自由捷客（英語：FreeJack），本游戏是由wiseon开发的跑酷类网络游戏，于2006年发布。2007年9月3日盛大签约该游戏在中国大陆的代理权，并在2009年3月25日进行本游戏全球首次测试。在2014年国服代理商更换为久游网，并更名为“劲跑团”，最后在2017年5月12日11:00停止运营。

## 简介
跑酷（Parkour）是以日常生活的环境（多为城市）为运动的场所，常被归类为一种极限运动。它并没有既定规则，做这项运动的人只是将各种日常设施当作障碍物或辅助，在其间迅速跑跳穿行。自由捷客就是已这项运动为基本游戏。

## 游戏背景
New Jack City是这多种相互融合共存的一座现代大城市，里面有中国古典建筑和美丽的日本式住宅区，更有跑酷Free running的发源地法国。(官网游戏背景介绍)

## 游戏人物
本游戏现有是个普通角色，还有3个GM专用角色。(官网游戏人物介绍)
- Jin(金)
- Stanley Goodspeed(斯坦利·古德彼特)
- Nadia Comaneci(马蒂亚)
- Tina(蒂娜)

## 游戏历史

### 韩国
- 2010年官网关闭，改为宣传本游戏报道本游戏出口消息的网站
- 2011年末推出新的官网
- 2011年12月15日-12月21日封闭测试[10]
- 2012年2月2日14:00开始公开测试[11]
- 2012年10于5日服务器关闭[12]

### 中国大陆

自由捷客全球首测频道选择界面。

- 2007年9月3日盛大签约该游戏在中国大陆的代理权[13]
- 2008年9月推出官网和中文名《都市狂奔》
- 2009年2月17日更名为《自由捷客》[14]
- 2009年3月25日14点[15]-2009年4月2日晚22点自由捷客在大陆进行了全球首次封测[16]。

### 欧洲
- 2010年上半年Game Bridger Entertainment签约欧洲代理
- 2010年6月9日推出欧洲官网
- 2010年7月21日进行封闭测试
- 2010年10月1日进行公开测试[17]

### 官方网站
- 自由捷客官网
- 《劲跑团》官方网站
- 韩国FreeJack（프리잭）官网
- （页面存档备份，存于） 欧洲FreeJack官网
- 日本FREEJACK官网[永久]
- 印度尼西亚FreeJack官网
- 巴西FreeJack官网
- 泰国FreeJack官网
- （页面存档备份，存于） 俄罗斯代理商官网
- （页面存档备份，存于） 台湾游戏怪兽官网

### 其他
- （页面存档备份，存于） Bigspoon企业网站